# Mas Marquet
Mas Marquet és una obra del municipi de Piera (Anoia) inclosa en l'Inventari del Patrimoni Arquitectònic de Catalunya. 39 ha. De conreu de secà és l'extensió de la finca que ja en el 1581 apareix amb aquest nom. Els habitants de la casa, la família Ortiz, es dedica de ple a l'agricultura.
La masia està composta per dues estances ben diferenciades, tenint els seus orígens com a masia en el 1638. La part més antiga s'edificà en el 1827, sobre les restes de la casa originària. S'utilitzà la tàpia i totxos, i els vessants són els laterals de la casa. Va ésser restaurada el 1925, any al qual pertany el rellotge de sol que hi ha a la façana principal. L'altra estada va ésser edificada adossada a la primera però de construcció molt diferent, amb vessant solament al posterior de la casa. Era anomenada la Casa de les Culleres, ja que a la llinda de la porta hi figuren un joc d'elements decoratius amb aquesta forma de cullera, amb una peça de ceràmica vermella, possiblement feta per Joaquim Barretina, familiar de la casa. Aquesta, està composta per una planta baixa, pis i golfes amb finestres rodones. La façana és de composició simètrica i està coronada per merlets.